# Athlon II
Athlon II — сімейство багатоядерних процесорів AMD, які виготовляються за 45 нм технологією. Позиціонується, як процесор для середнього класу бюджету ринку і є додатковою серією до лінійки продуктів Phenom II.

## Особливості
Процесори серії Athlon II основані на  архітектурі AMD K10 та походять від процесорів серії Phenom II. Але, на відміну від своїх «побратимів» Phenom-ів, Athlon не містять кешу L3. Є дві серії Athlon II: серія двоядерних Regor з кешем L2 1 Мб на кожне ядро і серія чотириядерних Propus із 512 Кб на ядро. Процесори Athlon II, на ядрі Regor, є двоядерним за проектом і його TDP менше, але йому збільшили кеш L2, щоб компенсувати відсутність кеш-пам'яті L3. . Чипи Athlon II x2 200e-220 мають менше кеш-пам'яті L2, ніж решта лінійки Regor. Трьохядерні процесори на основі Rana походять від чотирьохядерних Propus, в яких заблоковане одне неповноцінне (дефектне) ядро. У деяких випадках кристал використовується Phenom II Deneb з відключеним кеш-пам'яттю L3 і ядрами в корпусі. Процесор включає теїнології: 
- AMD Direct Connect,
- AMD Wide Floating Point Accelerator,
- AMD Digital Media XPress 2.0,
- AMD PowerNow!,
- Cool’n’Quiet,
- HyperTransport (не те саме, що технологія Intel Hyper-Threading).

Процесори з "e" після номера моделі (наприклад, 245e) є моделями з низьким енергоспоживанням, зазвичай 45 Вт для Athlon, 65 Вт для Phenom. Процесори з "u" після номера моделі (наприклад, 250u) є моделями з наднизькою напругою.
| Сімейство процесорів AMD Athlon II   | Сімейство процесорів AMD Athlon II | Сімейство процесорів AMD Athlon II | Сімейство процесорів AMD Athlon II | Сімейство процесорів AMD Athlon II | Сімейство процесорів AMD Athlon II | Сімейство процесорів AMD Athlon II |
| AMD K10                              | Настільні комп'ютери               | Настільні комп'ютери               | Настільні комп'ютери               | Настільні комп'ютери               | Настільні комп'ютери               | Настільні комп'ютери               |
| AMD K10                              | Чотирьохядерні                     | Двохядерні                         | Чотирьохядерні                     | Трьохядерні                        | Двоядерні                          | Одноядерні                         |
| ------------------------------------ | ---------------------------------- | ---------------------------------- | ---------------------------------- | ---------------------------------- | ---------------------------------- | ---------------------------------- |
| Кодова назва                         | Llano                              | Llano                              | Propus                             | Rana                               | Regor                              | Sargas                             |
| Ядро                                 | 32 нм                              | 32 нм                              | 45 нм                              | 45 нм                              | 45 нм                              | 45 нм                              |
| Дата виходу                          | Серпень 2011                       | Лют-Черв 2012                      | Вересень 2009                      | Листопад 2009                      | Червень 2009                       | Серпень 2009                       |
| Список мікропроцесорів AMD Athlon II |                                    |                                    |                                    |                                    |                                    |                                    |

## Ядра

### Regor(45 нм SOI з Імерсійною Літографією)
- Два ядра AMD K10 (Деякі з них мають чип Propus або Deneb з відключеними двома ядрами[6])
- Кеш L1: 64 Кб + 64 Кб (для даних + для інструкцій) на ядро
- Кеш L2: 1024 Кб на ядро, на повній швидкості
- Контролер пам'яті: підтримка двоканального режиму DDR2-1066 МГц (AM2+), підтримка двоканального режиму DDR3-1066 (AM3)
- MMX, розширений 3DNow!, SSE, SSE2, SSE3, SSE4a, AMD64, Cool'n'Quiet, NX bit, AMD-V
- Socket AM3, шина пам'яті HyperTransport із частотою 2000 МГц
- Розмір кристала: 117 мм² [7]
- Споживана потужність (TDP): 25-65 Ват
- Вперше представлений
  - Червень 2009 (степпінг C2)
- Тактова частота: 1600 — 3100 Мгц
- Моделі: процесори Athlon II X2 215 — 255, Athlon II X2 240e

### Rana(45 нм SOI з Імерсійною Літографією)
- Три ядра AMD K10
  - Чотирьохядерні Propus із одним відключеним ядром (відключається або одне з чотирьох дефектне ядро, або якщо всі 4 ядра не проходять в рамки вимог TDP , або просто для нормального балансу всіх продуктів)[6].
- Кеш L1: 64 Кб кешу для даних та 64 Кб кешу для інструкцій на кожне ядро
- Кеш L2 cache: 512 Кб на ядро, на повній швидкості
- Контролер пам'яті: підтримка двоканального режиму DDR2-1066 МГц (AM2+), підтримка двоканального режиму DDR3-1066 (AM3)
- MMX, розширений 3DNow!, SSE, SSE2, SSE3, SSE4a, AMD64, Cool'n'Quiet, NX bit, AMD-V
- Socket AM3, шина пам'яті HyperTransport із частотою 2000 МГц
- Розмір кристала: 169 мм² [7]
- Споживана потужність (TDP): 45 або 95 Ват
- Вперше представлений
  - 20 жовтня 2009 (степінг C2)
- Тактова частота: 2200–2900 МГц
- Моделі: процесори Athlon II X3 405e, 415e, 420e, 425e, 425 — 435

### Propus(45 нм SOI з Імерсійною Літографією)
- Чотири ядра AMD K10[6]
- Кеш L1: 64 Кб + 64 Кб (для даних + для інструкцій) на ядро
- Кеш L2: 512 Кб на ядро, на повній швидкості
- Контролер пам'яті: підтримка двоканального режиму DDR2-1066 МГц (AM2+), підтримка двоканального режиму DDR3-1066 (AM3)
- MMX, розширений 3DNow!, SSE, SSE2, SSE3, SSE4a, AMD64, Cool'n'Quiet, NX bit, AMD-V
- Socket AM3, шина пам'яті HyperTransport із частотою 2000 МГц
- Розмір кристала: 169 мм² [7]
- Споживана потужність (TDP): 45 або 95 Ват
- Вперше представлений
  - вересень 2009 (степінг C2)
- Тактова частота: 2200–3100 МГц
- Моделі: процесори Athlon II X4 600e, 605e, 620, 630, 635, 640, 645